# Голям Иглен връх
Големият иглен връх е покрит с лед връх с надм. височина 1679,5 m, първенец на централния хребет Левски в Тангра планина на остров Ливингстън в архипелага Южни Шетландски острови, Антарктика. Върхът е разположен между рид Свети Иван Рилски на запад и Витошка седловина на изток, на север от него се спуска страничен рид към върховете Тутракан и Ситалк, с разклонение към връх Плана, на югоизток страничен хребет към връх Радичков, връх Калофер и нос Макийн, а на юг – страничен хребет към връх Сердика и нос Айтос, с разклонение към връх Силистра и Пешев рид на югозапад. Големият иглен връх се издига над ледник Хюрън и неговия приток в Девненска долина на север, ледник Магура на изток, ледник Сребърна на юг и ледник Мейси на югозапад.

## История
Името на върха (на английски: Great Needle Peak) произлиза от испаноезичния вариант „Лъжлив иглен връх“ (pico Falsa Aguja), датиращ вероятно от 1957, като вместо „лъжлив“ се утвърждава по-подходящото определение „голям“ за високия, изцяло покрит с лед връх, който трудно може да бъде сбъркан с характерния скалист остър Иглен връх (Needle Peak, pico Aguja) с височина едва 370 m, отдалечен на 8 km край нос Самуил.
Големият иглен връх е изкачен за пръв път на 8 януари 2015 от българските алпинисти Дойчин Боянов, Николай Петков и Александър Шопов от база Св. Климент Охридски, по маршрут преминаващ от местността Лагер Академия (541 m) през Лозенска седловина (437 m) и връх Плана (740 m). Измерената от тях височина на върха 1679,5 m уточнява дотогава известната (1690 m според българското топографско проучване Тангра 2004/05) и потвърждава, че първенец на планината и на острова е високият 1700,2 m връх Фрисланд.

## Местонахождение
Върхът има географски координати 62°40′11″ ю. ш. 60°03′15″ з. д. / 62.669722° ю. ш. 60.054167° з. д., което е 6,7 km източно от връх Фрисланд, 3,32 km източно от връх Левски, 2,21 km на юг-югоизток от връх Плана, 2,54 km южно от връх Ситалк и 1,84 km южно от връх Тутракан, 2,15 km югозападно от връх Шлем, 3,32 km северозападно от нос Макийн и 1,29 km северно от връх Сердика.

## Карти
- South Shetland Islands. Scale 1:200000 topographic map No. 3373. DOS 610 – W 62 58. Tolworth, UK, 1968.
- Islas Livingston y Decepción. Mapa topográfico a escala 1:100000. Madrid: Servicio Geográfico del Ejército, 1991.
- S. Soccol, D. Gildea and J. Bath. Livingston Island, Antarctica. Scale 1:100000 satellite map. The Omega Foundation, USA, 2004.
- L.L. Ivanov et al, Antarctica: Livingston Island, South Shetland Islands (from English Strait to Morton Strait, with illustrations and ice-cover distribution), 1:100000 scale topographic map, Antarctic Place-names Commission of Bulgaria, Sofia, 2005.
- Л. Иванов. Антарктика: Остров Ливингстън и острови Гринуич, Робърт, Сноу и Смит. Топографска карта в мащаб 1:120000. Троян: Фондация Манфред Вьорнер, 2009. ISBN 978-954-92032-4-0 (Допълнено второ издание 2010. ISBN 978-954-92032-8-8)
- Л. Иванов. Карта на остров Ливингстън. В: Иванов, Л. и Н. Иванова. Антарктика: Природа, история, усвояване, географски имена и българско участие. София: Фондация Манфред Вьорнер, 2014. с. 18 – 19. ISBN 978-619-90008-1-6
- Antarctic Digital Database (ADD). Scale 1:250000 topographic map of Antarctica. Scientific Committee on Antarctic Research (SCAR), 1993 – 2014.
- А. Камбуров и Л. Иванов. Хребет Боулс и централна Тангра планина: Остров Ливингстън, Антарктика. Карта в мащаб 1:25000 map. София: Фондация Манфред Вьорнер, 2023. ISBN 978-619-90008-8-5

## Галерия
- Големият иглен връх, гледан от Кузманова могила, на заден план вляво връх Шлем
- Големият иглен връх, гледан от връх Мизия; на преден план връх Сливен и Атанасов нунатак, в средата ледник Хюрън с Кукерски и Нестинарски нунатаци, и на заден план връх Плана и Кардамов рид в подножието на Големия иглен връх и рид Свети Иван Рилски
- Централна Тангра планина, от ляво надясно Големият иглен връх и върховете Левски и Лясковец
- Големият иглен връх, гледан от протока Брансфийлд, в средата връх Сердика, на преден план ледник Сребърна, на заден план вляво връх Фрисланд
- Хребет Левски, гледан от протока Брансфийлд, в средата Големият иглен връх
- Големият иглен връх, гледан от връх Лясковец, на преден план връх Левски с разклонение към връх Онгъл вляво, на заден план вляво връх Шлем
- По билото на Тангра планина, поглед от Пресиянов рид на изток към Каталунска седловина (с бивака на топографско проучване Тангра 2004/05), вляво връх Лясковец и на заден план рид Свети Иван Рилски и Големият иглен връх
- Топографска карта на хребет Боулс и централна Тангра планина, показваща Големия иглен връх